# Lars Sacklén
Lars Sacklén, född 10 november 1724, död 15 augusti 1795, var en av de mest viktiga borgmästare i staden Björneborg. Han innehade tjänsten från 1750 fram till 1791, och detta tidevarv i Björneborgs historia kallas det Sacklénska. Under hans ledning hade staden återvunnit sin stapelrätt, erhållit privilegium på Sastmola marknad, sett fabriker uppstå, åkrar upptagas och så vidare. Sacklén var son till kyrkoherden i Virmo Lars Sacklinius och dennes tredje hustru M.C. Göthe.